# Legionellose-Ausbruch in Warstein 2013
Der Legionellose-Ausbruch in Warstein 2013 war ein gehäuftes Auftreten untypischer, schwerer Lungenentzündungen. Die Erkrankungswelle begann am 10. August 2013. Bis zum 25. September wurden insgesamt 165 Erkrankungs- und Verdachtsfälle bekannt. Drei Patienten sind bis zu diesem Zeitpunkt verstorben. Mikrobiologische Befunde zeigen, dass es sich bei dem Auslöser der Erkrankung, die auch als Legionärskrankheit bekannt ist, um den Erreger Legionella pneumophila handelt. Dieses Bakterium vermehrt sich bei Temperaturen zwischen 25 und 40 °C in Einrichtungen der Wasserversorgung und vor allem in Verdunstungs-Kühlanlagen und wird – als Bioaerosol verbreitet – von den Betroffenen über die Atemwege aufgenommen.
Nach Angaben von Martin Exner, Direktor des Zentrums für Infektiologie und Infektionsschutz der Universität Bonn, handelt es sich bei den Erkrankungsfällen in Warstein um das bislang ausgedehnteste Ausbruchsgeschehen dieser Krankheit in Deutschland, gleichzeitig ist es der drittgrößte bekannte Legionellenausbruch in Europa. Der bis dahin schwerste Ausbruch mit 65 Erkrankungsfällen und 5 Toten hatte sich am Anfang des Jahres 2010 in Ulm ereignet.

## Ablauf des Ausbruchs

Blick auf den Warsteiner Stadtberg mit der alten Kirche, im Vordergrund das Krankenhaus Maria-Hilf

Beginnend am 10. August 2013 wurden im örtlichen Krankenhaus, dem Krankenhaus Maria-Hilf Warstein, eine zunehmende Zahl von Patienten mit schweren Lungenentzündungen zur stationären Behandlung aufgenommen. Mit zehn und mehr stationären Aufnahmen wegen ambulant erworbener Pneumonien täglich lag die Zahl der zugewiesenen Patienten weit über dem Durchschnitt der um diese Jahreszeit zu erwartenden Zuweisungen. Mehrere Patienten mussten intensivmedizinisch betreut werden. In drei Fällen war eine künstliche Beatmung erforderlich. Eine kritisch erkrankte Patientin wurde zwei Tage später per Helikoptertransport in eine Spezialklinik verlegt. Die im Laufe des Wochenendes beobachtete Häufung von schweren Pneumonien wurde am folgenden Werktag den zuständigen Gesundheitsbehörden gemeldet.
Die meisten Erkrankten erholten sich unter einer kombinierten Antibiotikatherapie rasch. Ein Erkrankter verstarb jedoch wenige Tage später unter dem Bild eines Multiorganversagens, ein weiterer Erkrankter wurde noch intensivmedizinisch behandelt, auch die in eine Spezialklinik verlegte Patientin war zum Zeitpunkt 22. August noch in einem kritischen Zustand. In einer kurzen Pressemitteilung des Gesundheitsamtes des Kreises Soest wurde am 23. August allerdings bekanntgegeben, dass diese nicht an Legionellose, sondern an einer anderen bakteriellen Infektion erkrankt sei. Das zweite bislang bekannte Todesopfer wurde in seiner Wohnung tot aufgefunden, nach Fremdangaben lagen auch hier die aus den Berichten anderer Erkrankter bekannten Symptome vor. Ein weiterer Todesfall ereignete sich am Morgen des 26. August. Am 24. September teilte der ermittelnde Arnsberger Staatsanwalt mit, dass die 62-jährige, gesundheitlich erheblich vorbelastete Frau an einer Lungenentzündung gestorben und ebenfalls mit Legionellen infiziert gewesen sei. Dies gehe aus dem Bericht des Gerichtsmediziners hervor, der die Obduktion vorgenommen habe. Bis zum 5. September wurden täglich Neuerkrankungen in schwankender Anzahl gemeldet. Vom 6. September bis zum 8. September wurden keine weiteren Neuerkrankungen bekannt. Am Montag, dem 9. September gab der Kreis Soest bekannt, dass erneut eine Patientin mit Legionellose-Verdacht im Warsteiner Krankenhaus behandelt werde. Weitere Neuerkrankungen wurden bis zum 17. September nicht bekannt. Der am 9. September gemeldete Erkrankungsfall wurde seitens des Gesundheitsamtes ebenfalls dem Ausbruchsgeschehen zugeordnet; die Typisierung der gefundenen Erreger durch das Konsiliarlabor in Dresden habe denselben Legionellen-Subtyp nachgewiesen, dessen genetischer Fingerabdruck auch im Rückkühlwerk der Esser-Werke entdeckt worden war. Unter Berufung auf eine Veröffentlichung des European Legionnaires’ Disease Surveillance Network (ELDSNet) wurde festgestellt, dass die Inkubationszeit von normalerweise zwei bis zehn Tagen in Ausnahmefällen auch 16 bis 20 Tage betragen könne. Somit passe auch dieser bislang letzte Fall zu der Annahme, dass nach Stilllegung und Desinfektion des Rückkühlwerkes keine weitere Ansteckung mehr erfolgte.

## Behandlung und Diagnosesicherung

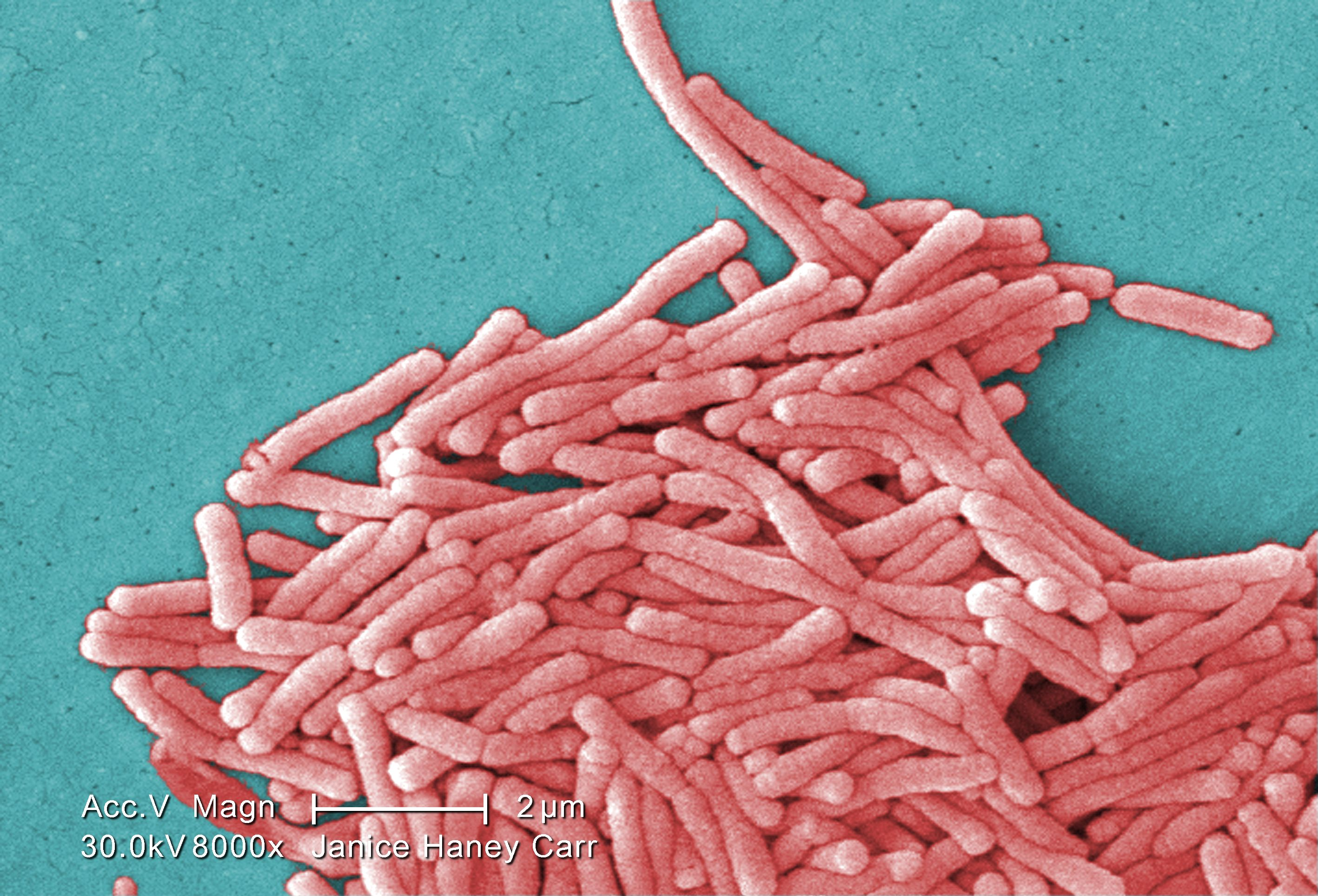
Legionella pneumophila unter dem Rasterelektronenmikroskop

Angesichts der Schwere des Krankheitsbildes der zugewiesenen Patienten räumten die behandelnden Ärzte der sofortigen, wirksamen Behandlung Priorität ein, vor den Erfordernissen der Diagnosesicherung. Die frühzeitige, konsequente Behandlung mit einer geeigneten Antibiotika-Kombination hat wahrscheinlich dazu beigetragen, dass die in der Literatur angeführte Letalität von 10 bis 15 % deutlich unterschritten wurde, möglicherweise zu Lasten eindeutiger mikrobiologischer Befunde.
Mittlerweile (Stand: 11. September) konnten bei 92 Erkrankten und in der Lunge der beiden im Krankenhaus verstorbenen Patienten Legionellen bakteriologisch nachgewiesen werden.
Nachdem in einem Rückkühlwerk eine Konzentration von Legionellen gefunden worden war, die geeignet ist, Legionellosen auszulösen (s. u.), wurden die in dem Rückkühlwerk und in den Patienten gefundenen Legionellen durch das zuständige Konsiliarlabor in Dresden weitergezüchtet und typisiert, um eine lückenlose Kausalkette von den aufgefundenen Legionellen zu den bei den Patienten vorgefundenen Krankheitserregern darzustellen. Anlässlich der Pressekonferenz am 4. September wurde bekanntgegeben, dass dieser Nachweis mittels aufwändiger Untersuchungen geführt werden konnte (siehe unten).
Nach Abschluss des Ausbruchsgeschehens wies Exner im Rahmen einer öffentlichen Sonderratssitzung darauf hin, dass die Warsteiner Bürger von ihrem Krankenhaus bestens versorgt worden seien. Mit der Antibiotika-Kombination, die den Patienten von Anfang an verabreicht worden sei, habe man beste Erfahrungen gemacht, die Mortalität der behandelten Patienten betrug etwa zwei Prozent, normalerweise werde mit durchschnittlich sieben Prozent gerechnet. „Das Krankenhaus hat mit guter Diagnostik und adäquater Therapie gearbeitet. Früher hätte dies bedeutet, dass bei 165 Erkrankten 15 oder 16 gestorben wären.“ (M. Exner) wird der Direktor des Zentrums für Infektiologie und Infektionsschutz der Universität Bonn wörtlich zitiert.

## Medienberichterstattung
Seit dem 20. August 2013 berichteten die Medien unter unterschiedlichen Überschriften („Rätselhafte Erkrankungswelle“, „Grippe-Ausbruch in Warstein“ etc.) über die ungewöhnliche Häufung von Pneumonien.
Die von offizieller Seite zunächst geäußerte Hoffnung, dass der Gipfel der Erkrankungswelle seit dem 21. August überschritten sei, erfüllte sich nicht: An den folgenden Tagen kamen eine große Zahl weiterer Erkrankter zur Aufnahme im Krankenhaus Maria-Hilf Warstein, aber auch in Krankenhäusern der Umgebung hinzu. Wegen der langen Inkubationszeit, die drei bis fünf Tage, in Ausnahmefällen aber auch bis zu zehn Tagen betragen kann, wurde mit dem Auftreten weiterer Fälle gerechnet. Im weiteren Verlauf wurde über stetig steigende Fallzahlen berichtet.
Seit dem 26. August berichten nahezu alle maßgeblichen Printmedien und deren Online-Auftritte von dem Krankheitsgeschehen in Warstein.
Am 2. September wurde das Ausbruchsgeschehen erstmals im „Epidemiologischen Bulletin“ des Robert Koch-Instituts erwähnt. Dabei wurde Ärzten, die ambulant erworbene Lungenentzündungen behandeln, nahegelegt, eine Urinuntersuchung auf Legionellen zu veranlassen, insbesondere wenn eine Reiseanamnese nach Warstein vorliege.

## Suche nach der Infektionsquelle

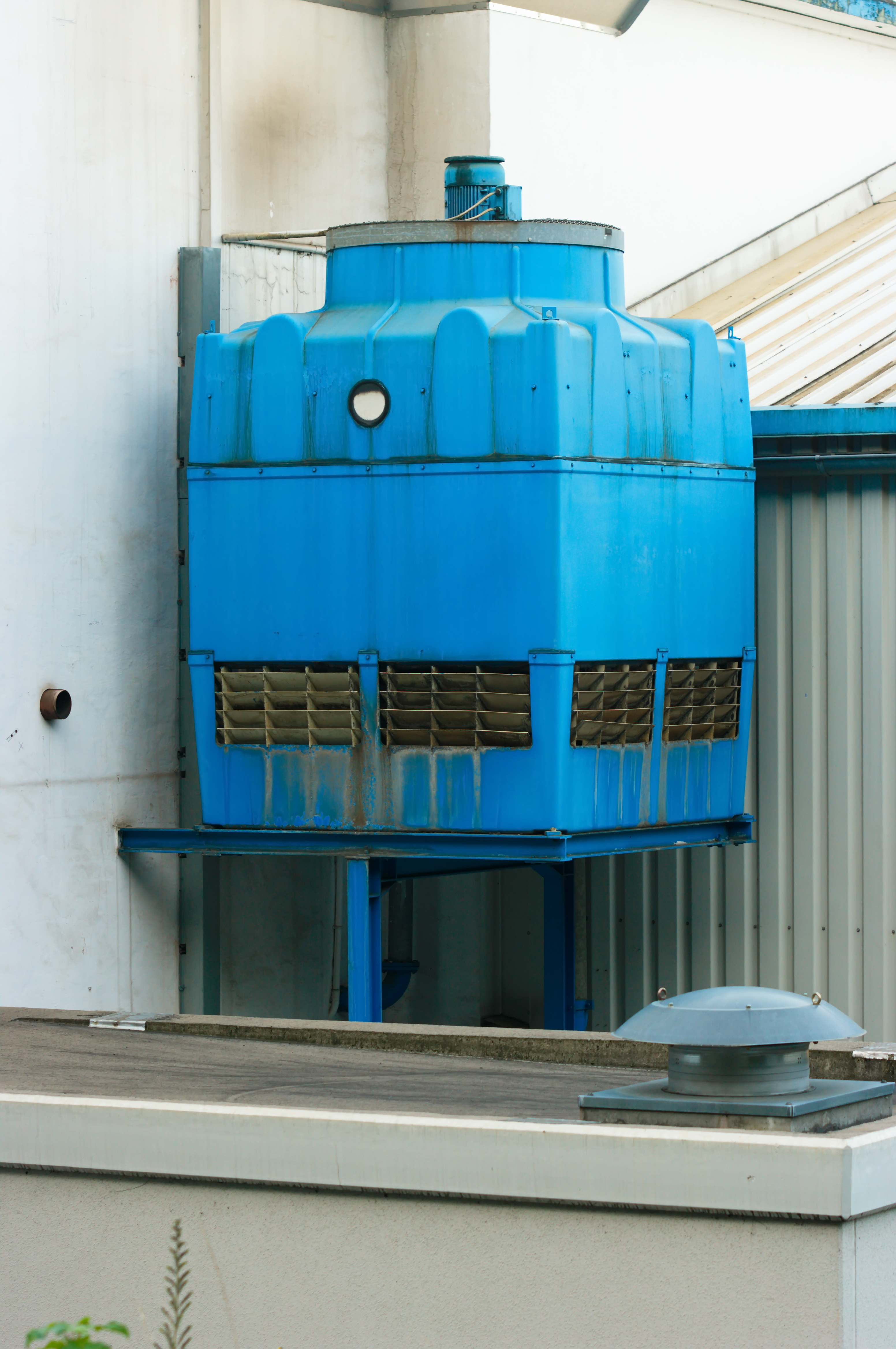
Rückkühlwerk der Esser-Werke im Westertal. Diese Kühlanlage, die mit Wasser aus der Wester betrieben wurde, verbreitete die Legionellen als Aerosol.

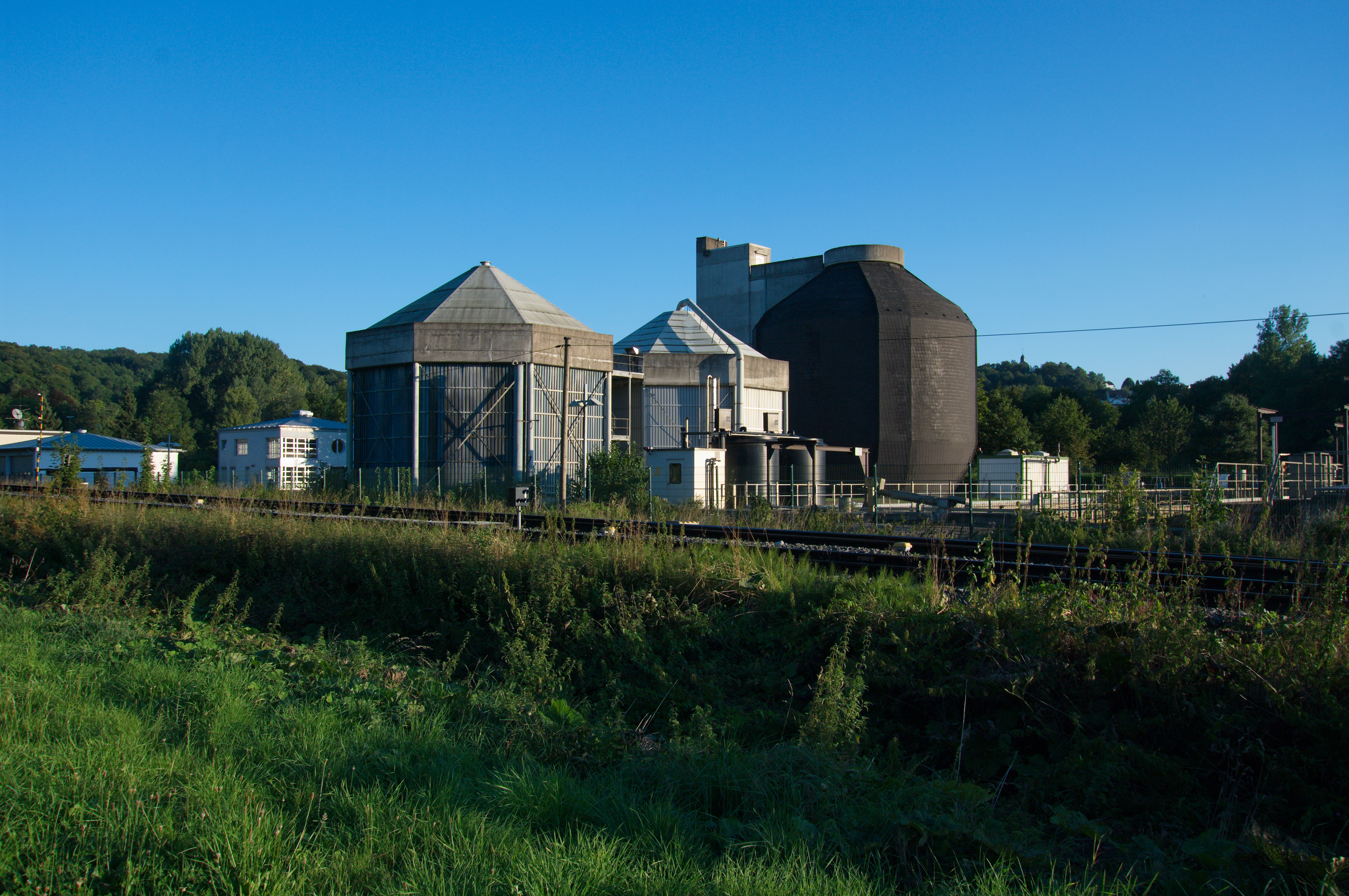
Kläranlage der Stadt Warstein; hier fanden sich hohe Konzentrationen an Legionellen, die möglicherweise in die Wester gelangten und dann für die Verunreinigung der Kühlanlage sorgten.

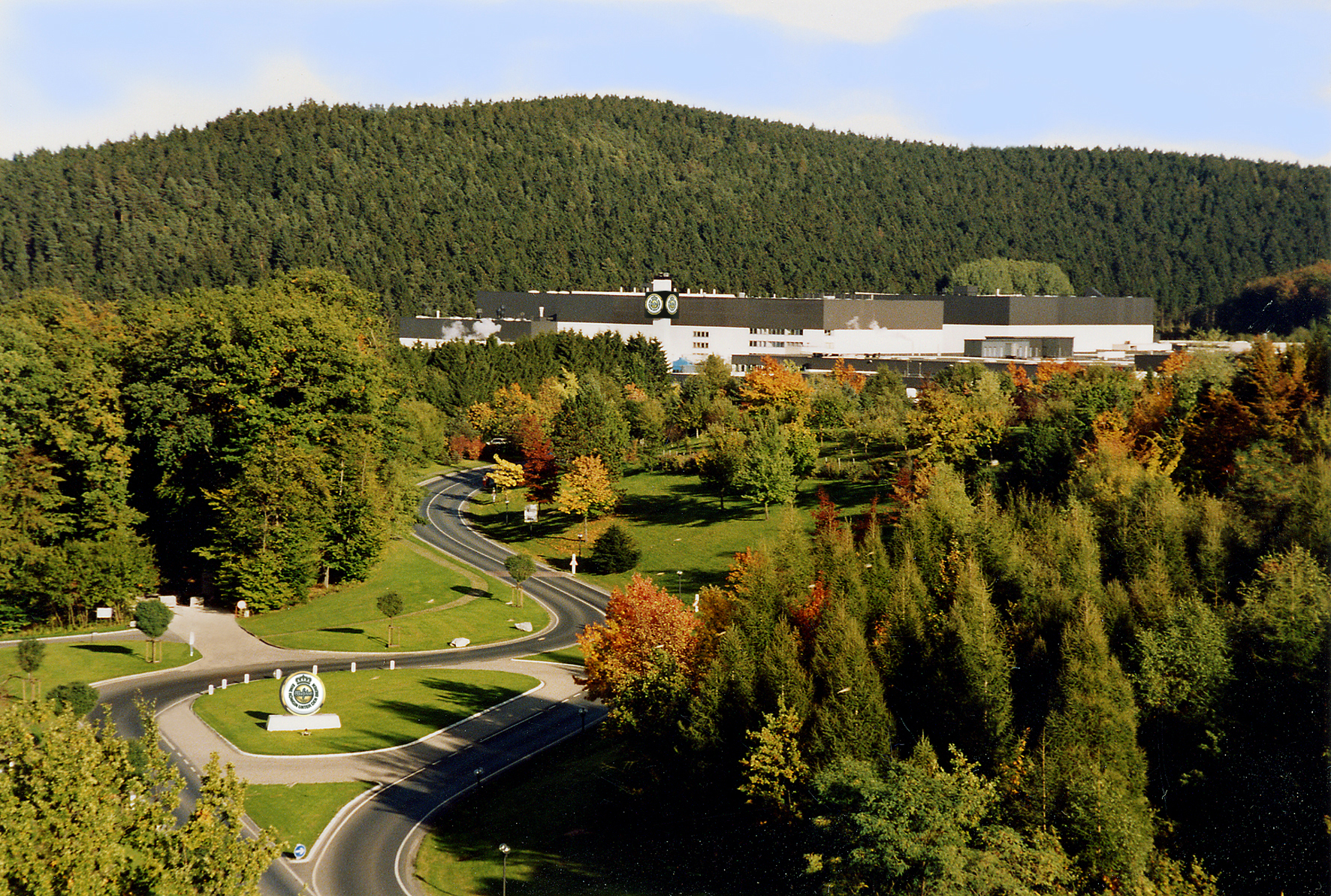
Die Warsteiner Brauerei: auch in der betriebseigenen Kläranlage und in zwei Rückkühlwerken wurden Legionellen gefunden. Ein Zusammenhang mit der Erkrankungswelle war bis zum 11. September noch nicht nachweisbar.

Aufgrund der ersten Untersuchungsergebnisse und des Verlaufes des Ausbruchs ging Martin Exner davon aus, dass die Streuung von Legionellen in der Luft von einer der Verdunstungskühlanlagen auf Industrie- oder Handelsgebäuden in Warstein verursacht wurde. In Frage kommen nur sogenannte Rückkühlwerke, bei denen die Abwärme durch verdunstendes und in Schwaden an die Atmosphäre abgegebenes Wasser abgeführt wird. Die Kreisgesundheitsbehörde, unterstützt von einem 60-köpfigen Krisenstab, versuchte ab dem 21. August, die Quelle der Legionellenverbreitung zu orten. Aus allen in Frage kommenden Anlagen wurden Proben zur bakteriologischen Untersuchung genommen. Alle betreffenden Anlagen wurden im Anschluss an die Untersuchung desinfiziert und vorläufig stillgelegt.
Am 27. August teilte die Kreisgesundheitsbehörde in einer Pressemitteilung mit, dass das Institut für Hygiene und Öffentliche Gesundheit der Universität Bonn erste vorläufige Ergebnisse der vom 21. bis 23. August entnommenen Proben vorgelegt habe. Die Probe aus dem Rückkühlwerk eines Unternehmens erbrachte einen positiven Befund; alle anderen Proben fielen negativ oder unbedenklich aus. Dies sei „[…] eine konkrete Spur, aber noch nicht mit abschließender Sicherheit die Quelle. Wir können verantwortlich noch keine endgültige Entwarnung geben.“ (F. Renken, Chef des Gesundheitsamtes Kreis Soest) führte die Mitteilung im Weiteren aus. Erhärtet wird der Verdacht durch die dazu passenden meteorologischen Bedingungen, außerdem gehöre der gefundene Serotyp zu den Legionellastämmen, die laut M. Exner von einem solchen Rückkühlwerk verbreitet werden können. Auch die Konzentration der aufgefundenen Legionellen sei geeignet, Erkrankungen auszulösen. Die mutmaßlich für die Verbreitung der Erkrankung verantwortliche Anlage ist seit dem 21. August stillgelegt und wird zwischenzeitlich von einem spezialisierten Unternehmen gereinigt und desinfiziert. Um welches Unternehmen es sich handelt, hat das Gesundheitsamt aus rechtlichen Gründen nicht bekanntgegeben.
In der Tagespresse wurden jedoch am 27. August die Esser-Werke als mutmaßlich verursachender Betrieb benannt. Der Geschäftsführer des Unternehmens räumte ein, dass im Wasser der Kühlanlage seines Unternehmens eine erhöhte Zahl an Legionellen nachgewiesen wurde, was jedoch nicht heißen müsse, dass dies die alleinige Legionellen-Quelle sei.
Am 4. September 2013 wurden auf einer Pressekonferenz beim Kreis Soest neue, teilweise überraschende, Erkenntnisse öffentlich gemacht. Demnach konnten die Legionellose-Erkrankungen in Warstein auf die aus dem Rückkühlwerk der Esser-Werke emittierten Legionellen zurückgeführt werden. Der Nachweis wurde durch aufwändige genetische Typisierung der 19 in dem Rückkühlwerk aufgefundenen Legionellenstämme erbracht, deren „genetischer Fingerabdruck“ mit den Proben der Patienten verglichen wurde. Gleichzeitig wurde aber ein außerordentlich hohes Legionellenvorkommen in einem Becken der vom Ruhrverband betriebenen Warsteiner Kläranlage nachgewiesen. Diese Möglichkeit war bis dahin – trotz mehrfacher Hinweise aus der Bevölkerung – immer ausgeschlossen worden. Daher war eine Beprobung des Beckens auch erst am Freitag, dem 30. August erfolgt (und nicht bei der Begehung am 21. August, bei der man allein nach Rückkühlwerken gesucht hatte).
Bei der Pressekonferenz wurde vermutet, dass die Kläranlage mit Legionellen besiedeltes Wasser in die Wester entlassen hat. Die flussabwärts gelegenen Esser-Werke sollen Wasser aus der Wester entnommen und in ihrem Rückkühlwerk verrieselt haben. Dadurch sei dann eine weitere Verbreitung möglich gewesen.
Der Ruhrverband nahm noch am 4. September in einer Pressemitteilung Stellung zu den Untersuchungsergebnissen. Die Belastung der biologischen Reinigungsstufe und auch in geringerem Maße des Ablaufs der Kläranlage wurde eingeräumt. Der ursächliche Zusammenhang zwischen dieser Belastung der Wester und dem Rückkühlwerk der Esser-Werke müsse noch näher untersucht werden. Die Beschaffung einer mobilen Desinfektionsanlage für den Ablauf sei vorsorglich in die Wege geleitet worden. Weitere Maßnahmen zur Verhinderung der Entstehung von Aerosolen sowie ein intensives Messprogramm würden ebenfalls kurzfristig umgesetzt.
In einer Pressemitteilung des Krisenstabes des Kreises Soest wurde am 6. September bestätigt, dass durch die Feintypisierung der Proben durch das Konsiliarlabor in Dresden nunmehr der Beweis vorliege, dass die durch das Rückkühlwerk der Esser-Werke verbreiteten Legionellen die Ursache der Erkrankungen seien. Nach M. Exner spricht alles dafür, dass die Bakterien von der Kläranlage aus in die Wester und durch Wasserentnahme aus der Wester in das Rückkühlwerk gelangt seien.
Am 11. September gab die Warsteiner Brauerei bekannt, dass auch in Abwasservorbehandlungsbecken der betrieblichen Kläranlage und in einer Kühlanlage Legionellen gefunden worden seien. Von der Brauerei selbst in Auftrag gegebene Untersuchungen durch das Hygieneinstitut Gelsenkirchen hatten zunächst unbedenkliche Werte ergeben: drei am 20. August entnommene Proben seien ohne Befund gewesen, drei weitere Proben wiesen eine Legionellenbelastung von 100 bis 4.500 KBE auf. Bei einem zweiten Test am 4. September fand das Hygiene-Institut Gelsenkirchen 70.000 KBE pro 100 ml und am 6. September ermittelte das Institut für Hygiene der Universität Bonn 500.000 KBE pro 100 ml. Nach einer Besprechung mit Vertretern des Landesumweltministeriums wurde eine Reihe von Maßnahmen beschlossen. Diese entsprechen im Wesentlichen den Maßnahmen, die auch für die städtische Kläranlage gelten: Abdeckung des betriebseigenen Klärbeckens, UV-Desinfektion des Ablaufs und kontinuierliche Desinfektion der Rückkühlwerke. Ein Zusammenhang mit der Erkrankungswelle konnte am 11. September noch nicht nachgewiesen werden, hierzu werden weitere Untersuchungen durchgeführt.
In den folgenden Tagen wurde festgestellt, dass der Vorlauf des brauereieigenen Abwasservorlaufbeckens (also das aus der Brauerei abgeführte Abwasser) frei von Legionellen war und die bakterielle Belastung erst in diesem Vorlaufbecken nachgewiesen werden konnte. Zusammen mit den zuständigen Behörden wurden Maßnahmen zur Reduktion des Legionellengehalts und zur Prävention der Verbreitung mittels Aerosolen angeordnet, beschlossen und eingeleitet. Hierzu gehört unter anderem die Abdeckung des Vorlaufbeckens mit Folien und die Desinfektion des an die kommunale Kläranlage abgegebenen Abwassers. Im Weiteren soll unbelastetes Brauereiabwasser nach der Installierung der Abdeckung um das kontaminierte Vorlaufbecken über aktuell nicht genutzte bis dahin desinfizierte Abwasserbehandlungsbecken der Brauerei umgeleitet werden, so dass nach Desinfektion des Abwasserkanals nur noch unbelastetes Abwasser in die städtische Kläranlage abgegeben wird. Die Durchführung dieser Maßnahmen soll bis Mittwoch, 18. September abgeschlossen sein.
Zwischenzeitlich hat der Ruhrverband als Betreiber der städtischen Kläranlage die Abdeckung seines Belebungsbeckens abgeschlossen, die eingerichtete UV-Desinfektionsanlage läuft.
Am 23. September 2013 gab M. Exner anlässlich einer öffentlichen Sonderratssitzung im Warsteiner Gymnasium bekannt, dass der auslösende Legionellenstamm nach Abschluss der Untersuchungen im Rückkühlwerk der Esser-Werke, in geringer Konzentration auch im Rückkühlwerk der Warsteiner Brauerei und in hoher Konzentration in den Klärbecken der Brauerei und der kommunalen Kläranlage identifiziert worden sei. Der Kennstamm der krankheitsauslösenden Legionellen werde nun als Sequenztyp 345 des Subtyps Knoxville mit dem Warsteiner Ausbruchsgeschehen verbunden.

## Auswirkungen des Ausbruchs
Aufgrund der noch nicht endgültig zu bewertenden Ausbruchslage folgte die Stadt Warstein den Empfehlungen der Gesundheitsbehörde des Kreises Soest, vorerst keine Großveranstaltungen zu genehmigen. Dies betraf vor allem die Warsteiner Internationale Montgolfiade (WIM) – den größten Heißluftballon-Wettbewerb Europas, zu dem 100.000 Besucher erwartet wurden –, dem von der Stadt Warstein die Genehmigung entzogen wurde. „[…] Bis heute steht noch nicht mit Gewissheit fest, ob die inzwischen im Stadtgebiet gefundene Infektionsquelle für die seit zwei Wochen in Warstein aufgetretenen Erkrankungen von mehr als 100 Bürgern allein verantwortlich war.“ steht auf der Website der WIM zu lesen. „Wir teilen das Verantwortungsbewusstsein der Kommune im vollen Umfang. Die Gesundheit und der Schutz der Bevölkerung stehen an oberster Stelle“, schreiben die Geschäftsführer der WIM.
Seit 30. August 2013 warnte der Kreis Soest – unter Hinweis auf die noch ausstehende endgültige Bestätigung des Untersuchungsergebnisses – offiziell vor Reisen nach Warstein. Die Bewohner wurden darüber informiert, dass der Aufenthalt in geschlossenen Räumen das Ansteckungsrisiko verringert. Die neue Entwicklung führte dazu, dass der Kreis Soest seine „Reisewarnung“ für Warstein auch am 4. September noch nicht aufheben konnte. Durch den Umweltminister des Landes Nordrhein-Westfalen, Johannes Remmel (Bündnis 90/Die Grünen), wurde ebenfalls ab dem 4. September die Entnahme von Wasser aus der Wester unterhalb der Kläranlage untersagt. Gleichzeitig wurde vom Umweltministerium eine landesweite Untersuchung von etwa 20 baugleichen Kläranlagen angeordnet. Zur akuten Gefahrenabwehr riet das Ministerium in einem Erlass an den Ruhrverband, eine UV-Desinfektionsanlage zu installieren. Eine solche Anlage könne schon am Wochenende zur Verfügung stehen.
Am 6. September gab der Krisenstab des Kreises Soest bekannt, dass die Reisewarnung möglicherweise am Montag, 10. September, aufgehoben werden könne. Bis dahin werde der Ruhrverband durch weitere Maßnahmen sicherstellen, dass von der Kläranlage keine weitere Gefahr mehr ausgehen könne. M. Exner bezeichnete die geplanten Maßnahmen als adäquat.
Nach dem Auftreten einer Neuerkrankung am 9. September wurde die Reisewarnung für Warstein erneuert, vorläufig bis Donnerstag, 12. September. Das Besucherzentrum der Warsteiner Brauerei wurde für die Dauer der „Reisewarnung“ geschlossen. Auch am 12. September wurde die Reisewarnung unter Hinweis auf die noch nicht abgeschlossenen Sicherungsmaßnahmen noch nicht aufgehoben; am Montag, 16. September gab der Kreis Soest in einer umfangreichen Pressemitteilung bekannt, dass die angeordneten Maßnahmen voraussichtlich am 18. September abgeschlossen seien, bis dahin blieb die "Reisewarnung" in Kraft.
Am Mittwoch, 18 September, hoben der Krisenstab und das Gesundheitsamt des Kreises Soest die Reisewarnung auf, da die beschlossenen Sicherungsmaßnahmen weitgehend abgeschlossen waren. Sowohl das Abwasserbecken der Brauerei als auch das Belebtwasserbecken der kommunalen Kläranlage wurden abgedeckt, an der Brauerei und am Klärwerk waren die UV-Desinfektionsanlagen betriebsbereit. Um bei der anstehenden Reinigung des Abwasserkanals zwischen Brauerei und kommunaler Kläranlage jedes Risiko zu vermeiden, wurden alle Kanaldeckel abgedichtet. Die ausführenden Arbeiter wurden mit geeigneter Schutzkleidung ausgestattet; der Abschluss der Reinigungsarbeiten war für den 19. September vorgesehen. Bis dahin wurde seitens der Brauerei kein Abwasser mehr in die kommunale Kläranlage eingeleitet. Da auch am 18. September kein weiterer Erkrankungsfall gemeldet wurde, ging der Krisenstab davon aus, dass die getroffenen Maßnahmen das Ausbruchsgeschehen zum Stillstand gebracht haben. Das Verbot der Wasserentnahme aus der Wester blieb zunächst bestehen, ein engmaschiges Monitoring der Wasserqualität ist vorgesehen. Landrätin Eva Irrgang erläuterte dazu vor der Presse: „Wir müssen jetzt prüfen, wie intensiv die installierte UV-Reinigung an dem Klärbecken wirkt und wie sich das auf die Legionellen-Belastung im Wasser auswirkt. Erst wenn diese unter den Grenzwerten liegt, kann das Verbot aufgehoben werden.“
Anlässlich einer Sonderratssitzung wurde am 23. September mitgeteilt, dass die Wasserentnahme aus Wester und Teilen der Möhne weiter untersagt bleibe, da das Monitoring immer noch eine deutliche Belastung der Flüsse mit Legionellen zeige. So wurden noch im etwa 12 km entfernten Völlinghausen 11.000 bis 14.000 KBE/100 ml gemessen.
M. Exner forderte im Rahmen dieser Sitzung eine Meldepflicht für Rückkühlwerke und verbindliche Regeln für ihre Wartung.
Vor dem Umweltausschuss des Landtages in Düsseldorf gab der Landesumweltminister Johannes Remmel am 11. Februar 2014 bekannt, dass noch im Januar 2014 im Belebungsbecken der Betriebskläranlage der Warsteiner Brauerei sehr hohe Konzentrationen von Legionellen gemessen wurden. Dabei wurden mehrere Millionen sogenannte Kolonie bildende Einheiten (KBE) von Legionellen pro 100 Milliliter Wasser gefunden. Bei Trinkwasser besteht ein Legionellen-Grenzwert von 100 Kolonie-bildende Einheiten (KBE). Nach Schätzungen des Ruhrverbandes wird die geplante Sanierung und dauerhafte Sicherung der mit Legionellen belasteten Anlagen in Warstein etwa sieben Millionen Euro kosten. Saniert werden sollen die betriebliche Kläranlage von Warsteiner, die Kanalisation (Brauereikanal), welche die betriebliche Kläranlage von Warsteiner mit der kommunalen Kläranlage verbindet, und die kommunale Kläranlage. 1,8 Millionen Euro würde allein die geplante Sanierung des Brauereikanals kosten und 5,5 Millionen Euro die Sanierung der Kläranlage des Ruhrverbandes. Der Brauereikanal soll mit druckdicht verschlossenen Revisionsschächten versehen werden, damit keine Krankheitserreger mehr in die Luft gelangen können. In der Kläranlage der Brauerei soll die biologische Vorklärung zukünftig entfallen und nur noch als Sammelbecken fungieren. Unklar war noch, wie die Legionellen aus einem Bioreaktor, hier das Belebungsbecken der Brauerei-Kläranlage, entfernt werden können, da eine komplette Außerbetriebnahme und Desinfektion von betrieblicher Kläranlage, Kanalisation und kommunaler Kläranlage nicht möglich sei. Bei den Flüssen Wäster und Möhne, in welche das Wasser der kommunalen Kläranlage eingeleitet wird, galt im Februar 2014 immer noch das seit September 2013 geltende Wasserentnahmeverbot. Wobei die Konzentrationen von Legionellen in diesen Flüssen unbedenklich war. Noch im Februar 2014 war unklar, wo genau die Legionellen ihre erste Brutstätte hatten.